# العزبة والعرب
قرية العزبة والعرب هي إحدى القرى التابعة لمركز أخميم بمحافظة سوهاج في جمهورية مصر العربية. حسب إحصاءات سنة 2006، بلغ إجمالي السكان في العزبة والعرب 6131 نسمة، منهم 3223 رجل و2908 امرأة.